# Nonea calycina
Nonea calycina är en strävbladig växtart som först beskrevs av Johann Jakob Roemer och Schult., och fick sitt nu gällande namn av Selvi, Bigazzi, Hilger och Papini. Nonea calycina ingår i släktet nonneor, och familjen strävbladiga växter. Inga underarter finns listade i Catalogue of Life.